# Korbuly János
Korbuly János (Budapest, 1893. január 2. – Budapest, 1976. december 20.) Kossuth-díjas magyar gépészmérnök. Apja Korbuly József. Tízen voltak testvérek. Testvére Korbuly Károly.

## Élete
Az erdélyi örmény Korbuly / Corbulián család leszármazottja. A budapesti műegyetemen diplomázott 1918-ban. 1916–tól 1918-ig az ausztriai Fischamendben található repülőgépgyárat vezette, majd 1919-ben a csepeli Weiss Manfréd gyárhoz került, ahol főként a traktor- és autógyártás területén dolgozott. Itt készült az irányítása alatt Magyarországon az első kétütemű autómotor, az első személy- és tehergépkocsi és a „John-Deere” licenc szerint készített traktor. 1928-ban tervezte meg a WMH-2 típusú háromtengelyes katonai terepjáró gépkocsit, majd 1933-tól ő irányította az AC típusú összkerékhajtású terepjáró, a 10 tonna teherbírású 4 tengelyes üzemanyagszállító gépkocsi és a V4 típusú harckocsi prototípusának tervezését angol megrendelésre. Olyan sorozatgyártott páncélgépkocsi és harckocsi tervezését vezette, mint a Csaba, a Turán és a Zrínyi. 1939-ig mint a szerkesztési iroda főmérnöke tevékenykedett.
1944 őszén már a Weiss Manfréd gyár műszaki vezetője volt, amikor nem engedett a német katonai vezetés azon döntésének, hogy felrobbantsák a gyári erőtelepet. A második világháborút követően, amikor újraindult a termelés a szovjet hadsereg megbízásából, gépjármű-alkatrészeket és a szükséghidak részére csöveket és cölöpverő gépeket gyártott, valamint vasúti kocsikat javításával is foglalkozott.

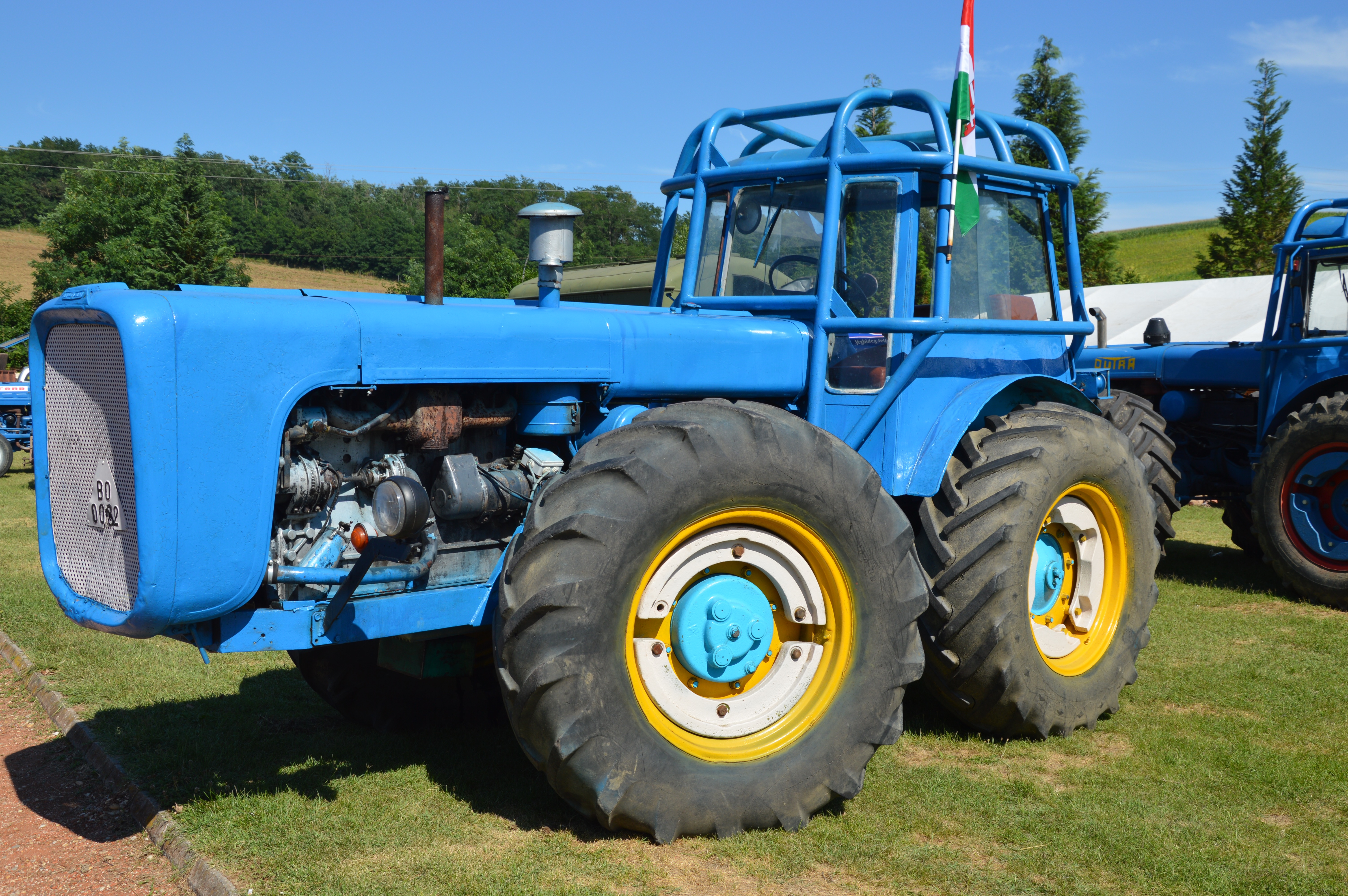
A Dutra D4K–B

1946–tól a Hofherr és Schrantz Traktorgyár főmérnöke volt. 1948-ban, amikor a Steyr licence alapján gyártott „Csepel” motor megjelent, a Hofherr Traktorgyárban az ő vezetése alatt készültek a DR. 50. típusú traktorok, mely a későbbi dömperek és forgó-rakodók sorozatgyártásának alapjául is szolgált.
1951-ben a Mélyfúró Berendezések Gyáránál dolgozott, azután a Magyar–Szovjet Olajipari Vállalat (MASZOLAJ), később pedig a Bányászati Kutató Intézetnél volt mérnök. 1956 és 1960 között a Vörös Csillag Traktorgyárnak, ahol tervezésirányítói minőségben működött. Az összkerékhajtású, orrnehéz típusok, mint az UE–28 és a D4K–B szerkesztésén dolgozott, amelyeknek a vontatási hatásfoka és vonóereje a hagyományos, korabeli traktorok felépítését jóval meghaladta.
1966-ban történt nyugdíjba vonulásáig a Ganz-Mávag Mozdony és Gépgyárban volt a járműgyártást vezető főmérnök. Itt a motorvonatokban alkalmazott 17/24 típusú motorok korszerűsítését végezte. Nyugdíjazását követően élete végéig tanácsadóként dolgozott a Vörös Csillag Traktorgyárnál és a Bányászati Kutató Intézetnél és tervező munkásságát is folytatta.